# Cosmismo
Cosmismo foi um movimento filosófico e cultural de natureza antropocêntrica que surgiu na Rússia no início do século XX.
Trata-se de uma ampla teoria relativa à Filosofia Natural que combina diversos elementos religiosos e éticos, envolvendo a filosofia ocidental e oriental, além de princípios e crenças pertencentes à Igreja Ortodoxa Russa,  tendo como tema a história e a filosofia da origem, evolução e existência futura do universo e da humanidade. Uma corrente filosófica que buscava a integração entre ciência com a tradição religiosa e esotérica eslava.
Diversas ideias dos cosmistas russos foram mais tarde desenvolvidas no transumanismo.

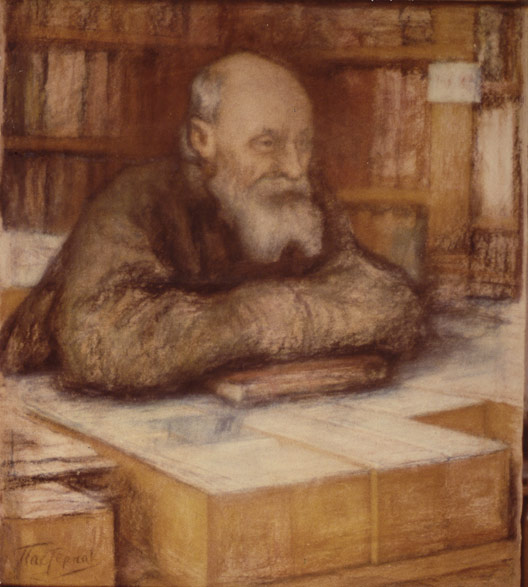
Nikolai Fedorov
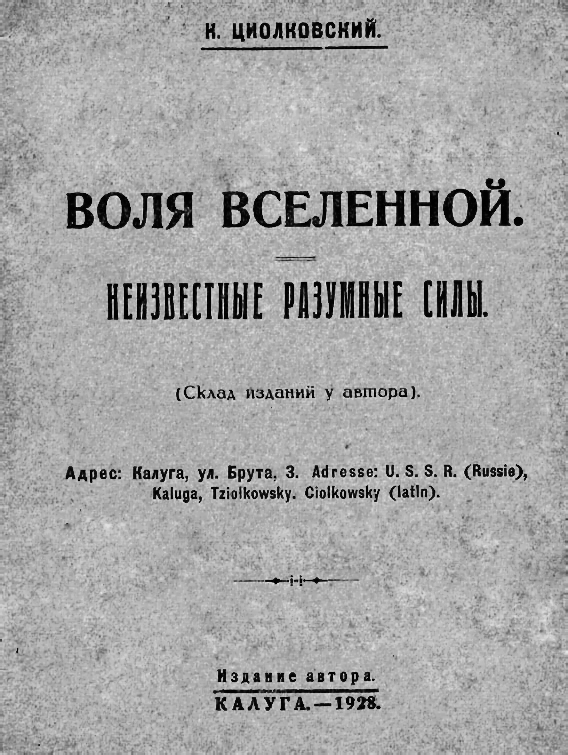
A capa do livro A Vontade do Universo. Intelecto Desconhecido. Mente e Paixões por Konstantin Tsiolkovsky, 1928
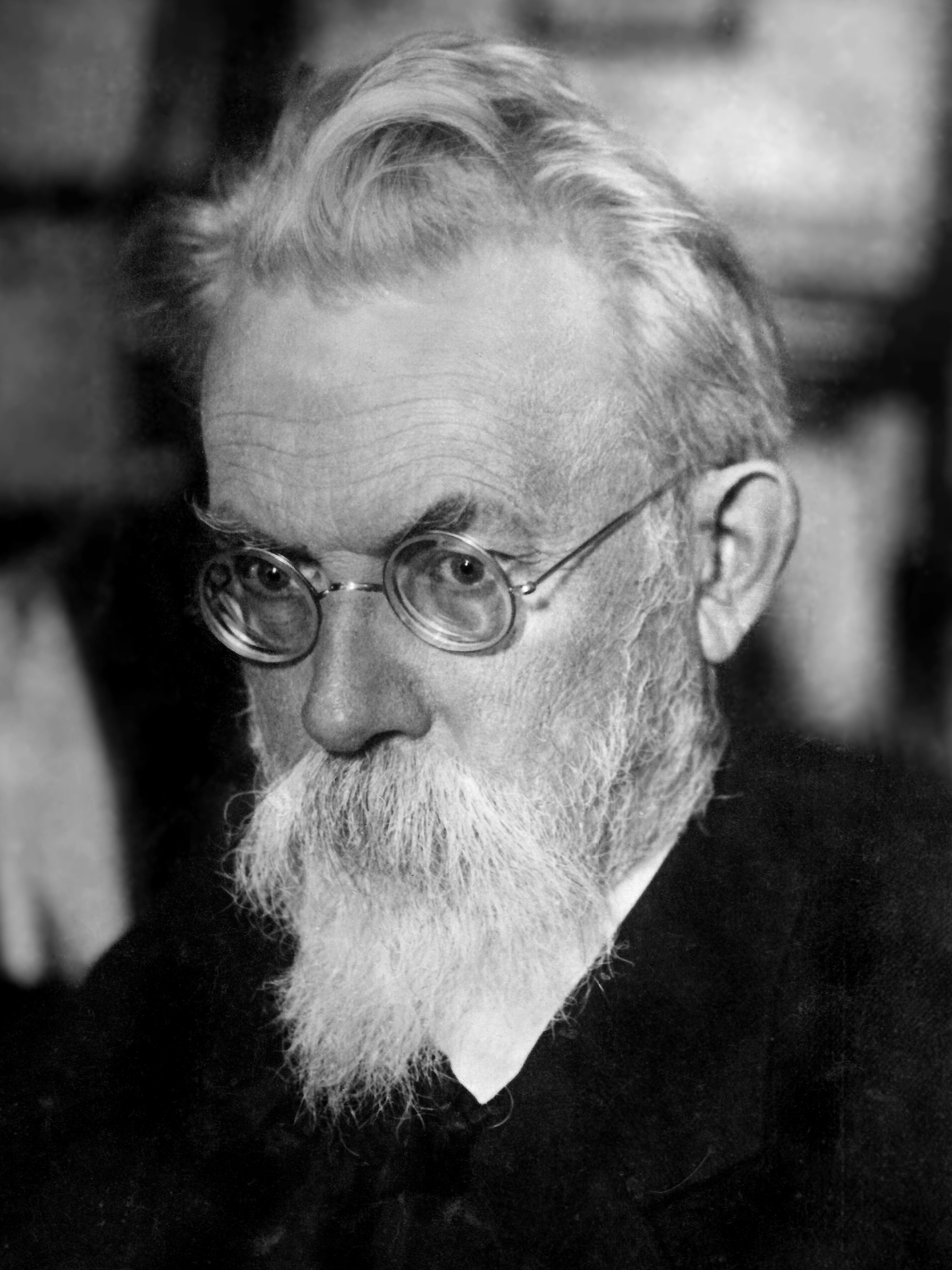
Vladimir Vernadsky
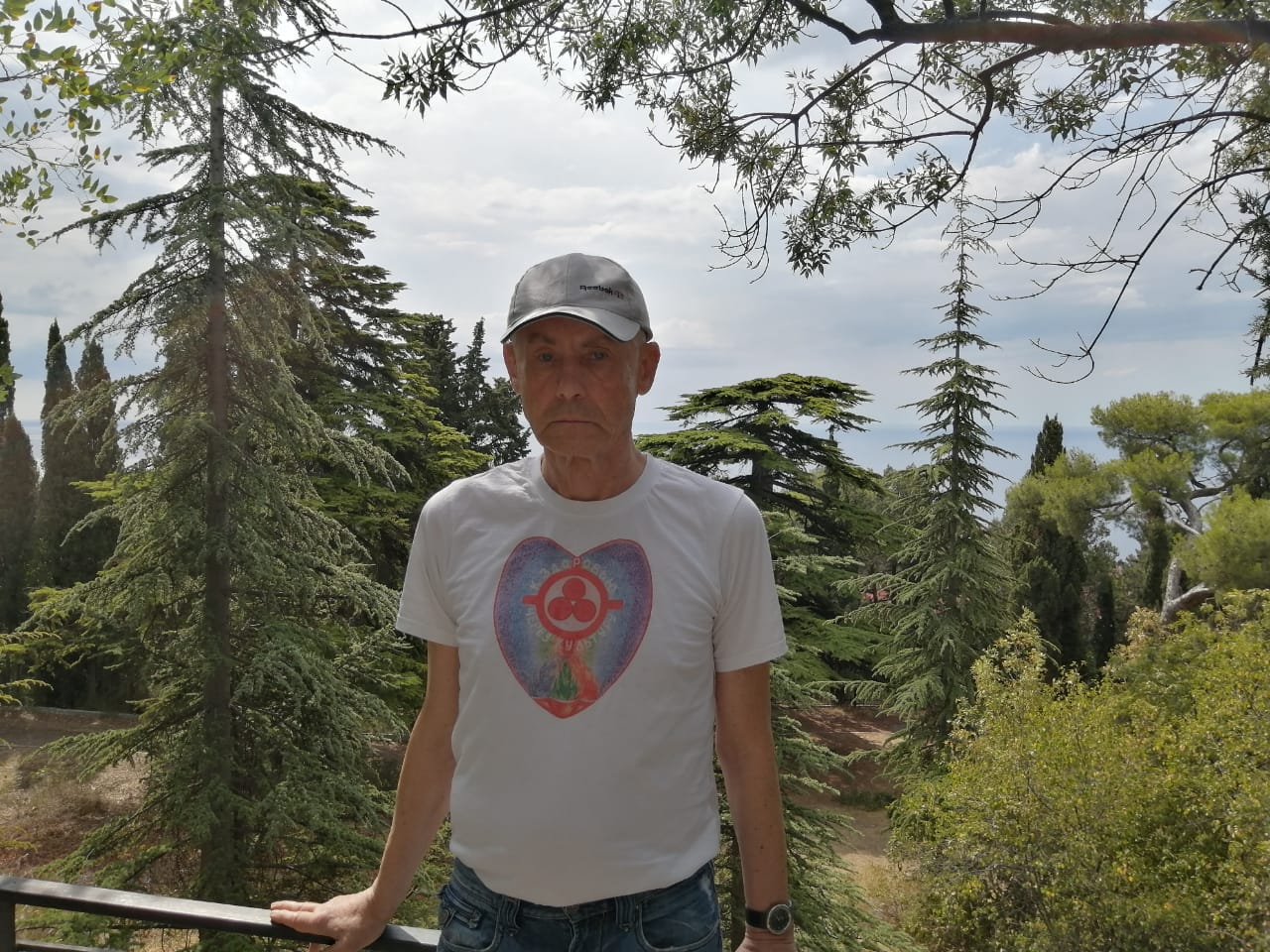
Victor Skumin

## Principais representantes
- Konstantin Tsiolkovsky, (1857 – 1935)
- Nikolai Fedorov, (1829 – 1903)
- Victor Skumin, (1948 — atual )
- Alexander Chizhevsky, (1897 — 1964)
- Vladimir Vernadsky, (1863 — 1945)

## Nota
1.↑  "Cosmismo" é uma adaptação da transliteração do original em russo, Космизм. Há termos análogos em italiano e inglês, cosmismo e cosmism, respetivamente.